# Eskola Cirque
Der Eskola Cirque ist ein 3 km breiter Bergkessel im ostantarktischen Coatsland. In den zentralen Read Mountains der Shackleton Range liegt er zwischen dem Arkell Cirque und dem Bowen Cirque.
Luftaufnahmen der Formation entstanden durch die United States Navy im Jahr 1967. Der British Antarctic Survey nahm zwischen 1968 und 1971 Vermessungen vor. Das UK Antarctic Place-Names Committee benannte den Bergkessel 1971 nach dem finnischen Geologen Pentti Eskola (1883–1964), ein Experte für die präkambrische Geologie Finnlands und Entwickler des Konzepts der metamorphen Fazies.